# Shake Up Christmas
"Shake Up Christmas" é uma canção da banda americana de rock Train. Foi lançada como single em 1 de novembro de 2010 pelo álbum Save Me, San Francisco. Ela foi escrita por Butch Walker e Pat Monahan.

## Faixas
| Download digital |                                         |         |  |
| N.º              | Título                                  | Duração |  |
| 1.               | "Shake Up Christmas" (Coke Xmas Anthem) | 3:52    |  |

## Paradas musicais
| Paradas (2010)                                | Melhor posição |
| --------------------------------------------- | -------------- |
| Áustria (Ö3 Austria Top 75)                   | 14             |
| Bélgica (Ultratop 50 de Flandres)             | 24             |
| Bélgica (Ultratop 50 da Valônia)              | 45             |
| Canadá (Canadian Hot 100)                     | 97             |
| República Checa (Rádio Top 100)               | 16             |
| Dinamarca (Hitlisten)                         | 21             |
| Hungria (Rádiós Top 40)                       | 29             |
| Países Baixos (Dutch Top 40)                  | 6              |
| Suíça (Schweizer Hitparade)                   | 25             |
| Reino Unido — Official Charts Company         | 134            |
| Estados Unidos (Billboard Hot 100)            | 99             |
| Estados Unidos (Billboard Adult Contemporary) | 12             |